# Ankistrodesmopsis
Ankistrodesmopsis, monotipski rod zelenih algi smješten u red Chlorellales, još uvijek neutvrđene porodične pripadnosti. Vrsta je otkrivena u planinama Češka šuma ili Šumava u Češkoj.
Rod je opisan 1988.